# ファイナルファンタジー・クリスタルクロニクル
『ファイナルファンタジー・クリスタルクロニクル』（FINAL FANTASY CRYSTAL CHRONICLES、略称: FFCC）は、ゲームデザイナーズ・スタジオが開発し、任天堂が発売したアクションロールプレイングゲームである。2003年8月8日にニンテンドー ゲームキューブ用ソフトとして発売された。アメリカでは2004年2月9日、ヨーロッパでは2004年3月12日にそれぞれ発売された。
2020年8月27日にスクウェア・エニックスよりNintendo Switch/PlayStation 4/iOS/Android向けに『ファイナルファンタジー・クリスタルクロニクル リマスター』（FINAL FANTASY CRYSTAL CHRONICLES Remastered Edition）が発売された。

## 概要
ファイナルファンタジーシリーズ（以下、FFシリーズ）でのメインシリーズ外の作品であり、任天堂ハード向けのFFシリーズとしてファイナルファンタジー・クリスタルクロニクルシリーズに区分されるものから最初に発売された作品である。ニンテンドー ゲームキューブ用ソフトであり、ゲームボーイアドバンス（以下、GBA）を連動させて最大4人同時プレイすることが出来る。プログレッシブ出力に対応している。スクウェアとエニックスは、この作品が発売される前の2003年4月1日に合併しスクウェア・エニックスになったが、FFシリーズのリメイクではないオリジナル作品としては初めて合併後の発売となった。
据え置き型ハードでは『ファイナルファンタジーVI』以来9年ぶりの任天堂でのFFシリーズであり、ゲームキューブのキラーソフトとして期待を集めた。文化庁メディア芸術祭の大賞を受賞するなど高い評価を得た作品であるが、セールス面ではFFのメインシリーズに遠く及ばないものであった。内容的にもビジュアル重視で大作主義のメインシリーズとは趣が異なる。
開発された経緯は、ゲームデザイナーズ・スタジオの項が詳しい。
また、『ファイナルファンタジー・クリスタルクロニクル～はてなき空の向こうに～』の名で壱河柳乃助による漫画作品が2004年～2005年に『月刊少年ガンガン』に連載され、全3巻の単行本として纏められている。
リマスター版はボイスの追加、画面のUIデザインの変更、オンラインマルチプレイ対応化、ダンジョンへの新エリア追加などの変更点がある。

## ゲームシステム
プレイヤーはクリスタル・キャラバンの一員となり、世界を蝕む瘴気から自分の住む村を守るべく、世界各地にあるダンジョンの一番奥にある「ミルラのしずく」を集めることが主なゲームの目的である。
公称ジャンルはロールプレイングゲームだが、システム的には同社の聖剣伝説シリーズのようなアクションRPGであり、ダンジョン内での移動とモンスターとの戦闘はシームレスに繋がり、ボタン1つで攻撃や防御、魔法といったコマンドが使える。
通常、キャラの操作は同梱されたGBAケーブルで接続されたGBAを使用する。コマンドリストのアイテムなどの情報は全てそれぞれのプレイヤー自身のGBAの画面で扱う。
この作品より前に発売されたFFシリーズでは、イベントなどでプリレンダムービーを使うことが多かったが、本作ではプレイヤーにそのイベントを体感してもらうというコンセプトがあり、イベントなどで使われるムービーは全てリアルタイムポリゴンムービーである。

### ゲームの流れ
ゲームを開始すると最初にキャラバンにキャラを登録する。名前に加えて、それぞれ性能の特徴が異なる4つの種族と性別・容姿を選んでキャラクターメイキングが行える。キャラバンには8人まで登録でき、プレイヤーがどのキャラを使うかは移動画面（ワールドマップ）で決めることができる。また、他のプレイヤーのキャラクターをメモリーカードを使って自分のキャラバンにゲストプレイヤーとして迎え入れることができる（但し自分のデータに持ち帰ることができるのはアーティファクトのみである）。
移動には馬車を使い、地図上の移動したい場所を指定することで移動できる。移動中は他のキャラバンなどと会うなどのイベントが発生することもあり、それらは思い出として日記に記録される。
ダンジョンに到着するとミルラのしずくを目指して探索が始まる。一つのダンジョンには最大4人まで参加できる。ダンジョン内には数々の仕掛けがあり、それらを協力して解きながら先に進んでいく。各キャラにはレーダーが与えられるが、レーダーはそれぞれ一部の機能しか持っておらず、お互いのプレイヤーがコミュニケーションによって情報を共有することができる仕組みになっている。最奥部にはボスが待ち受けており、それを倒せばミルラのしずくを採取してクリアとなる。クリア後には各キャラに家族などから手紙が届けられ、欲しいものを伝えたりアイテムを同封して返事を出すことができる。
この流れで3つのダンジョンをクリアすることで村のクリスタルを清めるだけの量が集まり、一年の冒険が終了し、次の年度に移動する。一つのダンジョンからミルラのしずくを続けて集めるには時間がかかるため、一年ごとに別の地域をまわらなければならず、また冒険できる範囲も年毎に広がっていく。

### クリスタルケージ
キャラバンは冒険する際に「ミルラのしずく」を貯めるための器であるクリスタルケージを常に持ち運んでいる。クリスタルケージには小さなクリスタルが付いており、瘴気で満たされた世界を冒険できるのはこの容器に守られているためである。
通常、ダンジョン内では瘴気によって徐々にHPが減っていき、数十秒ほどで0になってしまうが、クリスタルケージの円状の結界内では瘴気の影響を受けない。このため、キャラバンの一人が常にケージを持ち運びながら進んでいく必要があり、キャラバンは足並みを揃えて協力しながら動かねばならない。ケージを持ち運んでいるキャラは戦闘できず、全員が戦闘をする場合には一度ケージを置く必要がある。
また、クリスタルケージには火、水、風、土の四つの属性があり、ダンジョン内にあるホットスポットという台座で変更できる。ケージの属性によって属性攻撃や状態異常への耐性が強化されるほか、地域を分断している「瘴気ストリーム」は、その瘴気ストリームに対応した属性のケージでなければ突破できない。この瘴気ストリームの属性は年によって変わるため、年ごとに属性を確認して進まなければならない。

### 戦闘
コマンドはコマンドリストに登録した内から一つのみを選び、ボタン一つで行う。コマンドは「たたかう」「まもる」の他にも、手に入れたアイテムなどもコマンドの一つとしてリストに登録できる。
たたかうはボタン連打で連続攻撃ができるほか、ボタンを押しっぱなしにすることで「ターゲットリング」が出現し、この間に十字キーを入力するとリングが移動し、ボタンを離すことでそのリングの位置に向かって必殺技を放つ。
炎の攻撃魔法「ファイア」や回復魔法「ケアル」などの魔法は、ダンジョンで「魔石」を手に入れることで使用でき、必殺技と同じようにして使用する。ターゲットリングを重ね合わせて発動することでマジックパイルが発動し、強力な合体魔法を使用することができる。例えば、ファイアとファイアをマジックパイルすれば「ファイラ」（タイミングをずらすことによって「ファイガ」）、ファイア、ブリザド、サンダーのうち2種をマジックパイルすれば「グラビデ」となる。また、魔法と必殺技を組み合わせて属性を持った必殺技の魔法剣を使うことも可能である。タイミングを取るためにはプレイヤー間のコミュニケーションが必要となる。

### アーティファクト
ダンジョンで手に入るアイテムの中には「アーティファクト」という種類のものがあり、これを獲得することで攻撃力や魔力などを強化することができる。そのダンジョン限りで強化はリセットされるが、ダンジョンクリア後にはダンジョンごとにプレイヤーに課せられる課題によって得点がつけられ、点の高かった順に次回以降の探索に常に持って行けるアーティファクトを一つだけ選ぶことができる。

### お店
自分の村や冒険の途中に立ち寄る村には、冒険に使うアイテムを購入するための店が存在し、いずれもギルを使って利用する。体力回復を行える食べ物などはそのまま購入できるが、装備品に関しては必要な素材とレシピとギルを入手する必要があり、武器や防具なら鍛冶屋、アクセサリーならさいほう屋に持っていけば手に入れることが出来る。装備品は装備できるものは武器、各種族の防具、全種族共通の防具、アクセサリーに分かれており、武器を変更するとキャラクターのビジュアルにそれが反映される。（クラヴァットのみ盾も反映される）
ゲーム開始時にキャラクターを作るときに、親の職業を8種類から決めることができ、「ミルラのしずく」を入手したときに送られてくる手紙に職業に応じたアイテムなどが同封されていたり、他の村のお店を利用するよりもはるかに安い値段でアイテムを購入できるなどの恩恵を得られる。

### モグスタンプ
モグスタンプを集めることで、マルチプレイ限定で、GBAにデータを転送して遊べるミニゲームの「けちらせキャラバンロード」を遊ぶことができる。

### シングルプレイモード
一人用でプレイする場合には、GBAの他にもゲームキューブ用のコントローラを使用することができる。この場合、通常はGBAの画面で行うアイテムの使用なども画面上でメニュー画面を開いて行う。また、ゲームキューブ用コントローラとGBAを併せて接続することもでき、その場合は操作をゲームキューブ用のコントローラで行い、GBAの画面にはレーダーやモンスターの情報、ボーナス条件などの情報が表示される。
また、シングルプレイ専用のサポートキャラであるモーグリの「モグ」が冒険に同行し、モグがクリスタルケージを常に持ち運ぶため結界による行動範囲の制限がほとんど機能しなくなっており、合体魔法はコマンドリスト上で手に入れた魔石を組み合わせることで一人で使用できる。また、条件付でモグとのマジックパイルを発動させることも可能。アーティファクトを取り合うこともないため、ボーナス点によってアーティファクトが授与される。
先述のように本作ではマルチプレイを前提としたゲームシステムの構築が行われており、シングルプレイではそれらのシステムを一人でも楽しめるように変更を加えられたものだが、結果としてシングルプレイはマルチプレイに比べて楽しめないという評価を得ており、『リング・オブ・フェイト』や『クリスタルベアラー』などの後のシリーズ作品ではシングルプレイにも重点を置いたゲームデザインが行われるようになった。

## 世界観
『FFCC』の世界は、瘴気と呼ばれるよどんだ空気によって包まれている。瘴気は人体に悪影響を及ぼすため、人はその中では生きることはできない。唯一、「クリスタル」と呼ばれる特殊な鉱石の周辺だけが瘴気の影響を受けないため、人々はクリスタルのある土地に村々を形成している。
クリスタルは年に一度、「ミルラの木」から採取される、「ミルラのしずく」で清める必要があるため、村民は、雫を集めなければならない。そうしなければ、村はクリスタルの加護を失い、瘴気に侵され滅亡してしまう。しかし、ミルラの木はクリスタルから離れた、瘴気の溢れる村外にあるため、瘴気の中を進まなければ、雫を採取することができない。そこで、村民は、雫を集めるための器にクリスタルのかけらをはめ込み、その加護を受けながら、ミルラのしずくを集めることにした。この器をクリスタルケージといい、雫を集める一団をクリスタル・キャラバンという。これを繰り返すことで、村民は常に滅亡から免れてきている。
クリスタル・キャラバンの旅は、ミルラのしずくの採取が目的であるが、ミルラのしずくは1つの木から少量しか採取することが出来ない。しかし、世界の各地は、濃厚な瘴気が吹き荒れる「瘴気ストリーム」の洞窟により分断されており、この洞窟を抜け、より多くの土地に赴かねばならないのである。
帰還したクリスタル・キャラバンは、祝福をもって迎えられ、村は1年間の安泰が保障されることになる。その歓喜や希望は、帰還した際に開かれる「水かけ祭」に象徴されているであろう。このように、クリスタル・キャラバンは、村の存亡をかけて旅を行う使命を帯びているのである。

### 思い出による世界の循環
「ミルラのしずく」とは世界の循環の一部でしかない。人は生きることによって思い出を作り出し、長い時がたつと忘れてしまう。その忘れた思い出を吸収し養分を生み出す「ミオ」と呼ばれる存在があり、その「ミオ」が養分を生み出し、ミルラの木を誕生させて、ミルラのしずくを生成しているのである。

### 種族

#### 4つの種族
この作品の世界での主要とされる亜人種たち。人の言葉を話せる種族はこの他にも、モーグリやカーバンクルがいる。
クラヴァット
地道で穏やかな性格の「温」の民。争いごとを好まない彼らは常に人々との融和を優先して行動する。空気も、土も、どんな種族の人々も、彼らにとっては友達である。4つの種族の中でも、もっとも人間に近い。
リルティ
伝統を重んじる「武」の民。遠い昔、大陸の覇者だったという歴史が、今もなお、種族の誇りとなっている。血の気は多いが、さっぱりした気性が人望を集め、世界の商業の中心を担う。♂も♀も共通して背が低い。
ユーク
研究者として日々を穏やかに送る「智」の民。リルティの武力支配に対して、魔法の力で抵抗した過去を持つ。異様とも思える外観は、魔力を最大限に活かすための仮の姿だと言われている。リルティと正反対で、♂も♀も共通して背が高い。ユーク♀は胸の前に尖った鉄の装飾品を付けている。
セルキー
己を第一と考えることを美徳とする「我」の民。毛皮をまとい盗品で着飾っている。野生動物のような敏捷性としなやかさを持ち、それらを活かして盗賊になる者も多い。クラヴァット同様、人間に近い。♂と♀で見た目は大した差がないが、♀は豊満な胸があり、それで判断できる。

#### その他
モーグリ
世界中のあちこちに存在する、丸々とした愛くるしい生き物。ヒトと違い瘴気の中でも生きていける。
カーバンクル
かつて存在したとされる伝説の生き物。かつて隕石が大クリスタルを破壊して世界が瘴気に包まれた時、ヒトに「クリスタルの欠片は瘴気からヒトを守る」と伝え広めたと言われている。モーグリと同じく瘴気の中でも生きていける。現在はヒトとの接触を断ち、ヒトが立ち入ることのできない「受難の大穴」のマグ・メルで眠りについている。

## 登場人物
キャラクターボイスについては特記がない限りはリマスター版を初出とする。

### 主人公
ここにある主人公キャラクターの設定は開発者側が自由に発想したもので、ゲームには一切登場しない。キャラクターの名前、容姿はプレイヤーが自由に設定できるようになっている。
キアラン（Ciaran）
声 - 高梨謙吾（『ディシディア ファイナルファンタジー オペラオムニア』）
クラヴァットの男。性格はきまじめであり、好物はしましまリンゴ、嫌いなものはほしがたにんじんである。両親は農家をしている。
エリン（Erin）
クラヴァットの女。花が大好きである。ときどきぼんやり何か考え事をしていることがある。両親はこなひきをしている。
チャド＝ゲイル（Cyadd=Gael）
リルティの男。勇敢だが突っ走る傾向がある。根は良い奴である。
クレア＝ギルダ（Clare=Guilda）
リルティの女。肝っ玉母さんタイプの性格だが、母親は逆に心配性である。
シーベーグ（Sibeag）
ユークの男。自然をこよなく愛しており、自然について話し出すと止まらない。
イーリアス（Ilias）
ユークの女。物知りであるが、口数が少ない。逆に妹はおしゃべりである。
ム・ジカ（Mu'Zsika）
セルキーの男。音楽好きでいつも創作活動をしているが、不評作多い。
ル・ジェ（Lu'ge）
セルキーの女。人なつっこい性格である。両親は行商人をしている。キアランとは幼馴染。

### 重要キャラクター
ミオ
「思い出の世界」に住む「思い出の管理人」。人の記憶から消えかかった思い出を貰い、「ミルラの雫」に変えて返している。体が光っているため、光そのものでできているのではと思うほど。光でぼんやりとして輪郭がはっきりしないが、ミオの姿が反射した床(ミオと遭遇することになる思い出の空間の、地面に該当する部分)をよく見ると、人型でスカートを穿いた少女のような形態をしていることがわかる。
黒騎士が追っている「光」の正体。かつてレオン（黒騎士）とハーディがヴェレンジェ山に辿り着き、「思い出の世界」でラモエに敗れ記憶を奪われていくのをなすすべなく見ていた。ラモエによって人の思い出が食われていく中、思い出が正しく生まれて自然に消えていく時代を蘇らせたいと願っている。
ヴェレンジェ山で瘴気を生み出している魔物・メテオパラサイトを倒した後現れ、主人公たちの思い出に可能性を感じ、記憶をチェックするためにいろいろ質問してくる。ミオが出すすべての質問に正しく答えられたらラスボス・ラモエとの戦いになる。戦いの最中にラモエに取り込まれ、ラモエは第二形態・ミオラモエと化す。
ラモエ
本作の最終ボス。遥か昔に大クリスタルが隕石によって砕け散った時、その「歪み」から誕生した。瘴気に育まれた存在であるため、ミオとは全く別の存在となった。ミオのことを「ミオ様」と呼び、敬意を払うような言葉遣いで接している。
思い出の中でも特に「かなしみ」の「思い出」を好んでおり、人の心に刻まれた「思い出」を奪い、そこから魔物を生み出し、魔物によって人々に苦しみを与えることで好物の「かなしみの思い出」を食らっている。かつて滅びてしまったティダの村の一件にも関わっているらしく、彼いわくティダの村の最後の「思い出」は二つとない美味であったという。黒騎士やハーディはラモエとの戦いに敗れ、記憶（思い出）を失っていたが、二人は未来ばかりを見つめるあまり思い出が少なすぎた為、ラモエは満足しなかったという。
メテオパラサイトを倒した後にいきなり存在が明らかになる敵。その扱われ方は暗闇の雲や永遠の闇に近いものを感じさせる。瘴気を発生させる原因を作った存在で、姿こそ現れないが、そこまで唐突な存在ともいえない。

### サブキャラクター
フィオナ
声 - Lynn
リルティとクラヴァットのハーフであるが、母親であるクラヴァットに近い外見をしている。リルティの国であるアルフィタリア城に住む王女であり、城下町の民衆からは「クラヴァットの王女」として認識されている。彼女は、母親が亡くなった寂しさを引きずっており、その寂しさを見た「じいや」の勧めで、各地を放浪する。ただ、侍従長のクノックフィエルナに断りがなかったために失踪と捉えられ、彼を困らせることになる。イベントをこなすと1人10万ギルずつもらえる。
黒騎士
声 - 大塚明夫
自分の記憶を求めるためにやみくもに剣を振り回してキャラバンを襲うこともある狂戦士。イベントを進めると彼の素性はリルティ族のレオン＝エズラであることが明らかになるが、実の子であり黒騎士の本名を受継いだレオン＝エズラに父親の仇と誤解されて殺害されるという悲惨な最期をとげる。
ルダの村のキャラバン
構成員はセルキー2人。
道中のイベントでよく会うことになる。
ダ・イース
声 - 八代拓
ハナ・コールとはよく言い争いをしているが肝心なときには彼女に頼りがち。
ハナ・コール
声 - 坂本真綾
姉御肌のセルキー。
リズム感が抜群で、ときおり街道で舞いを披露してくれる。
テンションが高まるとダ・イースにつっかかる事も多い。
しましま盗賊団
構成員はセルキー2人とモーグリ1匹。しましまリンゴをけなす奴は許さない、どこか憎めないところがある盗賊団。
バル・ダット
声 - 吉野裕行
盗賊団のリーダーであるセルキー。女性物と見紛うような服装をしているが、男性である。
メ・ガジ
声 - 西村知道
バル・ダットの父親に世話になったよしみで彼の後見人として盗賊団に参加しているセルキー。イベントを進めるとバル・ダットを庇い魔物に殺されてしまう。
アルテミシオン
声 - 小桜エツコ
もともと手紙の配達員だったが盗賊に転向。悪知恵が働くが、人なつっこく子供のような言動をする。
ハーディとガーディ
ハーディ
世の中のあらゆることを解説しながら困っている人を助けている伝道師である。小説「僕らの村の年代記」にキャラバン時代が描かれている。ティパの村の村長のローランの発言からかつてティパの村に住んでいたことがわかる。
ガーディ
声 - 鈴木崚汰 / 辻谷耕史（HDリマスター初期版PV）
人を騙して金を得ようとする詐欺師。不思議な自作の詩（ハーディが見つけた古書より抜粋されたもの）を口ずさむこともある。昔の記憶が「ハーディという兄がいる」ということ以外無い。しかもハーディには1度も会ったことがない。
ガーディによればハーディは自分の兄ということだがそれは間違いであり、この2人は同一人物である。世界中から瘴気を消そうと考えたハーディはレオン＝エズラ（黒騎士）と共にキャラバンを組み、ラストダンジョンであるヴェレンジェ山に入り、その瘴気の権化のラモエと戦って負け、ラモエに記憶を食われ思い出を失う。敗因は、心が真っ直ぐすぎて思い出を作ることが出来なかったからといわれている。ガーディが今までの自分を兄と表現したのは一種の多重人格とも考えることができる。

スティルツキン
声 - 子安武人

ロルフ＝ウッド
声 - 松田利冴

ライン＝ドット
声 - 石井マーク

ルッツ＝ロイス
声 - 松田颯水

アミダッティ
声 - 山崎たくみ

ユーフィーナ
声 - 恒松あゆみ

レオミナール
声 - きそひろこ

ベッサムザム
声 - 下妻由幸

ソール＝ラクト
声 - 関智一

アラン＝ガイル
声 - 米内佑希

エント＝ダラス
声 - 二又一成

ドニー＝ミルス
声 - 野津山幸宏

ゲンク＝ワック
声 - 景浦大輔

シューラ
声 - 渡辺久美子

ルーリー
声 - 寿美菜子

アンディ
声 - 堀江一眞

ジェイク
声 - 小野友樹

## 作品世界での歴史の推移
- 約2000年前
  - 繁栄を極めたレベナ・テ・ラで、4つの種族が肩を寄せ合い暮らしていたが、隕石の衝突により大クリスタルが砕け散り、瘴気があふれ世界の人口の99%が消滅する。その後、カーバンクルの教えにより、リルティがアルフィタリアの地に、ユークがシェラの地に、クラヴァットがティダの地にそれぞれクリスタルの破片の周辺に村を形成し、同時にキャラバン隊が編成されミルラのしずくを集めるようになる。
- 約1900年前
  - 世界中に魔物があふれ出す。
- 約1300年前
  - リルティのカトゥリゲス一族が鉄器を用いて世界支配に乗り出す。そのためかリルティの国である、アルフィタリアは飛躍的な発展をとげる。リルティ以外の種族は世界各地に散らばる。リルティはマール峠にも村を形成し、クラヴァットはジェゴンに村を形成する。
- 約1000年前
  - ユークの民が魔力を使いリルティに対抗し、広範囲で戦争が勃発する。
- 約800年前
  - 鉄鉱石や魔石などの資源が底を突き、ユーク、リルティ、両種族とも疲弊しきったところでクラヴァットの族長アルトゥスの仲裁で戦争が終わる。その際に両種族の指導者的立場だった、ユークの賢者であるホーミヒエレは、ユーク本来の自然との対話の道に戻ることを宣言し、リルティの将軍ギゥスは人々を魔物から守ることを誓う。また、この頃にジュゴン川が流れるようになり、その水量を農耕に利用した、ファム大農場が作られる。
- 約700年前
  - セルキーの民が規律のあふれた世界に嫌気がさし、新天地を目指して放浪し始め、一部の民がルダの地に村を形成させる。さらに、クラヴァットがティパの地に村を形成させる。
- 約600年前
  - セルキーたちの新天地探しが挫折することにより、村に住むセルキーはルダの村だけになる。この頃から彼らは人々の財産を盗むようになる。
- 約400年前
  - クラヴァット、リルティ、ユークの連合軍がセルキーを制圧する。ルダの村に住む一部のセルキーは村を抜け出し、他の種族と共に住むようになる。一部の者は窃盗を続ける。
- 約50年前
  - ティダの村がミルラのしずくを集めることができなかったことにより滅亡する。

## 主題歌
- 日本語版
  - オープニングテーマ Yae「カゼノネ」作詞:片岡正博 作曲・編曲:谷岡久美
  - エンディングテーマ Yae「星月夜」作詞:片岡正博 作曲・編曲:谷岡久美
Yaeは加藤登紀子の娘であり、シンガーソングライター。ゲーム中のナレーションも担当している。
- 英語版
  - オープニングテーマ ドナ・バーク 「Morning Sky」 英訳詞：ドナ・バーク
  - エンディングテーマ ドナ・バーク 「Moonless Starry Night」 英訳詞：ドナ・バーク
英語版は日本語版を英訳して歌う。ドナ・バークはゲーム中のナレーションも担当している。

## ファイナルファンタジー・クリスタルクロニクル リマスター
『ファイナルファンタジー・クリスタルクロニクル リマスター』（FINAL FANTASY CRYSTAL CHRONICLES Remastered Edition）は、GC版をHDリマスター化し、新たな要素を追加および一部改変したリマスター作品。
2020年8月27日にスクウェア・エニックスよりNintendo Switch / PlayStation 4 / iOS / Android向けに発売。App Store、Google Play上のタイトル表記は『FINAL FANTASY CRYSTAL CHRONICLES』のままで、リマスター（Remastered Edition）表記は付かない模様。
本編発売と同時に、無料体験版の『ファイナルファンタジー・クリスタルクロニクル リマスター Lite』 (FINAL FANTASY CRYSTAL CHRONICLES Remastered Edition Lite)が配信された。
主な変更点は、
- 新システム「ものまね」の追加
- 「クロスプラットフォーム」に対応
- 本編クリア後にプレイできる「高難度ダンジョン&ボス」の追加
- 各種族の新たな「キャラクターバリエーション」の追加&新たな装備や強化アイテムの追加
- Yaeが歌唱する主題歌「カゼノネ」「星月夜」&ナレーションを新規収録
- キャラクターボイスを新規収録

などがあるが、GC版にあったオフラインのマルチプレイは削除されている。
なおiOS版については、2025年1月24日頃より発生した有料追加コンテンツにおける不具合の修正が困難であることを理由として同年2月13日をもって配信終了となった。

## 関連商品

### 漫画版
壱河柳乃助によるコミカライズが、月刊少年ガンガンで連載された。全3巻。また、『4コママンガ劇場』も全1巻が発売されている。

### 音楽
- ファイナルファンタジー クリスタルクロニクル オリジナルサウンドトラック

## 主なスタッフ
- 河津秋敏 （プロデューサー）
- 青木和彦 （ディレクター）
- 片岡正博 （シナリオ）
- 谷岡久美 （音楽）
- 紙山満 （メインプログラム）
- 土谷雄一 （バトルプラン）
- 松村靖 （フィールドプラン）
- 板鼻利幸 （キャラクターデザイン）
- 渋谷員子 （メニューグラフィック）
- 神谷智洋　 (サウンドエフェクト)